# Moczaliszcze (Mari El)
Moczaliszcze (ros. Мочалище) – osiedle w Rosji, w Mari El, w rejonie zwienigowskim. W 2010 liczyło 1958 mieszkańców.